# Paesi Bassi all'Eurovision Song Contest 2010
Il brano che rappresentò i Paesi Bassi è stato Ik ben verliefd (Sha-la-lie) (Sono innamorato (Sha-la-lie)), scritto dal settantenne compositore olandese Pierre Kartner, autore della colonna sonora del celebre cartone animato I Puffi. L'artista che interpretò il brano venne selezionato il 7 febbraio, durante il Nationaal Songfestival, al quale parteciperono 5 cantanti, che riarrangerono il brano.

## Partecipanti al Nationaal Songfestival
| Artista         | Risultato |
| --------------- | --------- |
| Sieneke         | Primo     |
| Vinzzent        | Terzo     |
| Marlous Oosting |           |
| Peggy Mays      |           |
| LOEKZ           | Secondo   |

## Critiche
La canzone di Kartner è soggetta a forti critiche levatesi dai fan olandesi dell'Eurofestival, che ritengono il pezzo poco adatto allo spettacolo a causa delle sue sonorità che richiamano molto il pop anni '70. Recentemente, poi, il pezzo olandese è stato accusato di plagio rispetto ad una canzone di Ulli Bastian, Shalali shalala (du bist wieder da). Ad ogni modo, TROS, la rete nazionale, non si è pronunciata a tal riguardo.

## All'Eurofestival
I Paesi Bassi gareggiarono nella seconda semifinale, il 27 maggio, e si esibirono tra i secondi nove, come stabilito dall'estrazione effettuata il 7 febbraio.

## Collegamenti
Eurovision Song Contest 2010